# .co
.co je internetová národní doména nejvyššího řádu pro Kolumbii (podle ISO 3166-2:CO).

## Domény druhé úrovně
- .com.co
- .gov.co
- .org.co
- .edu.co
- .nom.co
- .net.co
- .mil.co